# Star+
Star+ (Star Plus; estilizado como ST★R+) fue un servicio de streaming propiedad de The Walt Disney Company. Fue lanzado el 31 de agosto de 2021 y se encontraba disponible para América Latina. La plataforma poseía dentro de su catálogo series de televisión, especiales, cortos, documentales, series documentales, películas de entretenimiento general de los estudios propiedad de The Walt Disney Company incluyendo Star+ Originals, Star Originals y eventos deportivos en vivo de ESPN.
Debido a una reestructuración del servicio de la plataforma hermana Disney+, el contenido de Star+ se fusionó dentro de Disney+ el 26 de junio de 2024, y la plataforma de streaming independiente se descontinuó el 24 de julio del mismo año.

## Historia
La plataforma proporcionaba contenido de entretenimiento general tanto producido por Disney como por sus subsidiarias. Solía enfocarse en programación para el público juvenil y adulto que puede o no ser adecuada para su inclusión en la plataforma Disney+ y también contenido infantil y familiar no perteneciente de Disney o 20th Century Studios, sino contenido de terceros. Muchos de estos programas provenían de las productoras ABC Signature, 20th Television, 20th Television Animation, Searchlight Television, FX, Freeform, Hulu, 20th Century Studios, Searchlight Pictures, Touchstone Pictures, Hollywood Pictures, Hotstar, National Geographic y en algunas veces contenido de Paramount Pictures, Sony Pictures y Universal Pictures (solo películas que habían sido estrenadas uno o dos años antes en HBO y HBO Max), entre otros. Además, la plataforma contaba con programas y eventos deportivos en vivo de ESPN.
En Europa, Canadá, Singapur, Australia y Nueva Zelanda, Star se lanzó como una sección integrada dentro de Disney+, no como una plataforma independiente, disponible desde el 23 de febrero de 2021.
El 13 de mayo de 2021, se anunció que el lanzamiento de Star+ en Latinoamérica se retrasaría hasta el 31 de agosto del mismo año.

### Fusión con Disney+
Tras el lanzamiento de Hulu como un hub existente en el paquete Bundle Disney, así como la adquisición por parte de Disney de la participación de Comcast en la plataforma, The Walt Disney Company Latin America anunció el 12 de diciembre de 2023, que Star+ cesaría sus operaciones, para luego ser fusionada como una sección dentro de su plataforma principal, Disney+, la cual anteriormente estaba prevista para el 30 de junio de 2024, según un comunicado de la filial chilena de Movistar. Sin embargo, Disney adelantó la fecha del relanzamiento de dicha plataforma para el 26 de junio de 2024.Los contenidos provenientes de las filiales de Disney (Searchlight Pictures, FX y 20th Century Studios) fueron trasladados a Disney+, al igual que las series con el sello Star Original, los derechos deportivos pertenecientes a ESPN, las temporadas completas de Los Simpson y los contenidos de terceros como son Paramount Pictures, Sony Pictures y Universal Pictures.El 26 de junio de 2024 todo el contenido de Star+, así como de ESPN, fueron migrados a Disney+, aunque Star+ siguió funcionando como plataforma independiente hasta el 24 de julio del mismo año.Sin embargo, el contenido de la WWE no pudo mantenerse en Disney+ tras la fusión, el 1 de julio de 2024.

## Soporte de dispositivos
Star+ estaba disponible para usarse a través de navegadores web en PC y Mac, así como aplicaciones en iOS y Apple TV, Android y Android TV, Fire TV, Fire HD, Chromecast y Roku, dispositivos WebOS y Tizen OS, y consolas de juegos, como PlayStation 4, PlayStation 5, Xbox One y Xbox Series X/S. entre otros reproductores de medios digitales, así como PC con Windows 10 y Windows 11.

## Lanzamiento
Star se lanzó en algunos países del mundo dentro de la aplicación de streaming Disney+ a través de un plan de despliegue, primero en Canadá, Australia, Nueva Zelanda, Singapur, Reino Unido, España y Europa Occidental el 23 de febrero de 2021, mientras que el servicio se lanzará en Europa del Este, Hong Kong, Japón, Corea del Sur y otros países del sudeste asiático más adelante ese mismo año.
Durante el primer día del servicio en Canadá, Australia, Nueva Zelanda, Singapur, Reino Unido, España y Europa Occidental, de acuerdo con estos, hubo problemas para suscribirse o conectarse al servicio, lo cual sería el resultado del gran volumen de tráfico recibido por el servidor al mismo tiempo. Otros problemas reportados fueron botones de reproducción que no aparecían al seleccionar una determinada película o episodio de una serie, así como contenidos existentes en el catálogo que no figuraban al hacer su búsqueda en la barra correspondiente. Seis meses más tarde, el 31 de agosto de 2021, se lanzó en América Latina y el Caribe (exceptuando Cuba, Puerto Rico y las Islas Vírgenes de los Estados Unidos).
| Fecha                | País/Territorio      | Socio(s) Estratégico(s)                                                                           |
| -------------------- | -------------------- | ------------------------------------------------------------------------------------------------- |
| 31 de agosto de 2021 | Argentina            | DirecTV Mercado Libre Telecentro Personal-Flow Express Telecomunicaciones Visa Supercanal Gigared |
| 31 de agosto de 2021 | Bolivia              | Visa Tigo                                                                                         |
| 31 de agosto de 2021 | Brasil               | Sky Bradesco UOL Mercado Livre Vivo                                                               |
| 31 de agosto de 2021 | Chile                | VTR DirecTV Movistar Claro Mercado Libre Visa                                                     |
| 31 de agosto de 2021 | Colombia             | DirecTV Movistar Claro ETB Tigo Mercado Libre Visa                                                |
| 31 de agosto de 2021 | Costa Rica           | Visa Tigo                                                                                         |
| 31 de agosto de 2021 | República Dominicana | Visa                                                                                              |
| 31 de agosto de 2021 | Ecuador              | DirecTV Movistar Claro Mercado Libre Visa                                                         |
| 31 de agosto de 2021 | El Salvador          | Visa                                                                                              |
| 31 de agosto de 2021 | Guatemala            | Visa                                                                                              |
| 31 de agosto de 2021 | Honduras             | Visa                                                                                              |
| 31 de agosto de 2021 | México               | Sky Totalplay Izzi Mercado Libre Telmex Telcel Megacable Visa                                     |
| 31 de agosto de 2021 | Nicaragua            | Visa                                                                                              |
| 31 de agosto de 2021 | Panamá               | Visa                                                                                              |
| 31 de agosto de 2021 | Paraguay             | Personal-Flow Visa                                                                                |
| 31 de agosto de 2021 | Perú                 | DirecTV Movistar Claro Mercado Libre Visa                                                         |
| 31 de agosto de 2021 | Uruguay              | DirecTV Mercado Libre Personal-Flow Antel Visa                                                    |
| 31 de agosto de 2021 | Venezuela            | Ninguno                                                                                           |